# Miroslav Bauer
Miroslav Bauer (14. dubna 1927 Dolní Jiřetín – 2004) byl český a československý politik Komunistické strany Československa a poúnorový poslanec Národního shromáždění ČSR.

## Biografie
V letech 1946–1948 vystudoval Státní horní školu v Duchcově, pak pokračoval v letech 1949–1953 studiem Vysoké školy báňské v Ostravě. V letech 1954–1960 působil v Mostu v Severočeských hnědouhelných dolech. K roku 1954 se profesně uvádí jako hlavní inženýr dolu Zdeněk Nejedlý v Mostě.
Ve volbách roku 1954 byl zvolen do Národního shromáždění za KSČ ve volebním obvodu Ústí nad Labem. V parlamentu setrval do konce funkčního období, tedy do voleb roku 1960.
14. sjezd KSČ zvolil jistého Miroslava Bauera za člena Ústředního výboru Komunistické strany Československa. 15. sjezd KSČ, 16. sjezd KSČ a 17. sjezd KSČ ho ve funkci potvrdil.